# Al-Dżumkalijja
Al-Dżumaklijja (arab. الجومقلية) – miejscowość w Syrii, w muhafazie Hama. W 2004 roku liczyła 1064 mieszkańców.